# Гродзівська сільська рада
Гро́дзівська сільська́ ра́да — адміністративно-територіальна одиниця та орган місцевого самоврядування в Уманському районі Черкаської області. Адміністративний центр — село Гродзеве.

## Загальні відомості
- Населення ради: 757 осіб (станом на 2001 рік)

## Населені пункти
Сільській раді були підпорядковані населені пункти:
- с. Гродзеве

## Склад ради
Рада складалася з 12 депутатів та голови.
- Голова ради: Новіцький Петро Іванович

### Керівний склад попередніх скликань
| Прізвище, ім'я, по батькові | Основні відомості                                                         | Дата обрання | Дата звільнення |
| --------------------------- | ------------------------------------------------------------------------- | ------------ | --------------- |
| Новіцький Петро Іванович    | Сільський голова, 1962 року народження, освіта вища, безпартійний         | 26.03.2006   | 31.10.2010      |
| Новіцький Петро Іванович    | Сільський голова, 1962 року народження, освіта вища, член Партії регіонів | 31.10.2010   |                 |

Примітка: таблиця складена за даними сайту Верховної Ради України

### Депутати
За результатами місцевих виборів 2010 року депутатами ради стали:

#### За суб'єктами висування
| Суб'єкт висування | Кількість обраних депутатів | %    |
| ----------------- | --------------------------- | ---- |
| Партія регіонів   | 8                           | 66,7 |
| Самовисування     | 4                           | 33,3 |

#### За округами
| № округу        | Прізвище, ім'я, по батькові    | Дата визнання обраним | Освіта             | Партійна приналежність | Відомості про обраного депутата                             |
| --------------- | ------------------------------ | --------------------- | ------------------ | ---------------------- | ----------------------------------------------------------- |
| Партія регіонів |                                |                       |                    |                        |                                                             |
| 2               | Поліщук Петро Іванович         | 31.10.2010            | середня            | член Партії регіонів   | тимчасово не працює                                         |
| 3               | Шепина Світлана Миколаївна     | 31.10.2010            | середня спеціальна | позапартійна           | приватний підприємець                                       |
| 5               | Огородник Валентина Олексіївна | 31.10.2010            | середня спеціальна | позапартійна           | Гродзівський фельдшерсько-акушерський пункт, медична сестра |
| 7               | Плахотнюк Наталія Григорівна   | 31.10.2010            | середня спеціальна | член Партії регіонів   | тимчасово не працює                                         |
| 8               | Щербенко Леся Дмитрівна        | 31.10.2010            | середня спеціальна | позапартійна           | Гродзівська загальноосвітня школа, прибиральниця            |
| 9               | Жвава Валентина Миколаївна     | 31.10.2010            | середня спеціальна | член Партії регіонів   | ПП «Нестерчук», продавець                                   |
| 10              | Сергієнко Володимир Якович     | 31.10.2010            | середня            | член Партії регіонів   | тимчасово не працює                                         |
| 12              | Беседін Микола Анатолійович    | 31.10.2010            | середня            | позапартійний          | Гродзівська загальноосвітня школа, кочегар                  |
| Самовисування   |                                |                       |                    |                        |                                                             |
| 1               | Сумчук Інна Володимирівна      | 10.01.2011            | середня спеціальна | член Партії регіонів   | Гродзівська загальноосвітня школа, завгосп                  |
| 4               | Новіцька Ірина Петрівна        | 31.10.2010            | вища               | позапартійна           | Уманський національний університет садівництва, студентка   |
| 6               | Новіцька Ірина Петрівна        | 31.10.2010            | середня спеціальна | позапартійна           | тимчасово не працює                                         |
| 11              | Петруша Віктор Володимирович   | 28.03.2011            | вища               | позапартійний          | ПП"ЕРА-Умань", директор                                     |